# Àngel Sabata Figa
Àngel Sabata Figa   (Barcelona, 28 de març de 1911 - Barcelona, 24 de setembre de 1990) va ser un nedador, waterpolista i entrenador català que va competir durant les dècades de 1920, 1930 i 1940.
Membre del Club Natació Barcelona, fou vuit vegades campió de Catalunya i 10 d'Espanya en diferents distàncies de natació. Establí sis vegades els rècords català i estatal dels 50, 100 i 4×200 metres lliures entre 1931 i 1934. Com a jugador de waterpolo fou campió de Catalunya de primera categoria (1934) i d'Espanya (1942, 1943). Amb la selecció espanyola, disputà els Campionats d'Europa de 1934 i els Jocs Olímpics d'Amsterdam de 1928 i de Londres de 1948. Posteriorment fou seleccionador estatal de waterpolo fins al 1960. El 1948 va rebre la medalla al mèrit esportiu de la federació catalana de natació.